# Sine Mora
Sine Mora es un videojuego Matamarcianos desarrollado por Digital Reality y Grasshopper Manufacture y distribuido por Microsoft Studios. Fue lanzado el 21 de marzo de 2012 para el Xbox 360 a través de Xbox Live Arcade. El juego es un shooter 2.5D; la jugabilidad es restringida a dos ejes mientras que el ambiente es renderizado en 3D. El escenario del juego ha sido descrito como inspirado por el dieselpunk e incluye personajes antropomórficos.
El juego  ha recibido buenas opiniones de los críticos, con puntuaciones colectivas de 84.05% en GameRankings y 83/100 en Metacritic, dos agregadores de análisis de videojuegos. Los críticos encontraron la historia confusa, pero loaron la jugabilidad en general. Específicamente, las mecánicas de Matamarcianos, mecánicas de tiempo y las batallas con los jefes han recibido elogio. Los críticos también alabaron los visuales del juego.

## Jugabilidad
Sine Mora es un juego Matamarcianos de desplazamiento lateral. El jugador controla a un avión en torno de dos ejes mientras ataca enemigos. El mundo del juego es renderizado en 3D y en ciertos momentos se enseña un cinemático donde la cámara y el avión se mueven. Frecuentemente, estos son usados como una transición a otras partes del mundo del juego, pero también se usan para darle al jugador una nueva perspectiva para cosas como las batallas con los jefes. El arma principal del avión puede ser mejorada y los jugadores están equipados con un arma secundaria más poderosa, pero con un uso limitado, para eliminar más enemigos en la pantalla a la vez. Matanzas consecutivas con el arma principal aumentará el multiplicador de la puntuación del juego mientras que el uso del arma secundaria reiniciará el multiplicador. La puntuación final del jugador es determinada por un número de factores, incluyendo las matanzas, el daño recibido y los potenciadores coleccionados.
Ya que el juego es clasificado como un Matamarcianos bullet hell, incluye cuatro dificultades: normal, desafío, difícil y demente. La dificultad normal reduce la cantidad de artillería de los enemigos en la pantalla mientras que la dificultad demente es para los veteranos del género. En esta dificultad, la cantidad de artillería en la pantalla es mucho más alta, forzando un nivel de dificultad mayor. Además, cuatro modos para el juego están incluidos: Historia, Arcade, Ataque de Puntuación y Entrenamiento de Jefes. El modo Historia es el modo principal del juego y le permite al jugador ver la narración mientras que el juego progresa. En la dificultad estándar, los jugadores tienen ocho continuaciones mientras que la dificultad demente sólo cede cinco. Completando niveles en las dificultades más desafiantes desbloquea una narrativa alternativa. El modo Arcade remueve los cinemáticos narrativos y limita al jugador a sólo tres continuaciones. El modo Ataque de Puntuación le permite al jugador a volver a jugar cualquiera de los escenarios previamente completados con sólo una vida. El objetivo es obtener la puntuación más alta posible y completar el escenario. Los jugadores no progresan al escenario siguiente después de completar el anterior en este modo. El modo Entrenamiento de Jefes permite que los jugadores vuelvan a jugar y/o practiquen con cualquiera de las batallas de jefes desbloqueadas. Las continuaciones en este modo son ilimitadas.
Sine Mora no usa la mecánica tradicional de salud. En su lugar, juega con algunos aspectos del tiempo. Cada nivel tiene una cantidad fija de tiempo, el cual va disminuyendo continuamente. Recibiendo daño aumentará temporalmente la rapidez de este proceso mientras que eliminando enemigos añadirá más tiempo. Los potenciadores en el juego proveen ciertos beneficios como un escudo, tiempo extra y armas mejoradas. Los jugadores pueden elegir desde una variedad de personajes y aviones. Los personajes no son exclusivos a ningún avión en particular; cada personaje y avión tiene atributos únicos, cuyas combinaciones determinan las estadísticas vitales durante la partida.

## Sinopsis
La historia de Sine Mora es una de supervivencia. Ronotra Koss, el antagonista, es un asesino serial que está dispuesto a cometer genocidio. Ha contrabandeado robots militares para sus propios propósitos y también ha secuestrado una niña joven de gran importancia. Un grupo de partidarios que viajan por el tiempo están determinados a infiltrar el Syriad: una fortaleza flotante que protege el planeta, manteniendo la paz y prosperidad. Todo depende Argus Pytel y su equipo de pilotos hábiles para proteger el mundo de la destrucción total.

## Desarrollo y mercadeo
Sine Mora fue anunciado el 18 de agosto de 2010. Fue desarrollado por una colaboración entre Grasshopper Manufacture y Digital Reality. Grasshopper era responsable de la dirección de arte y el diseño de sonido mientras que Digital Reality se encargaba de los elementos tridimensionales, la programación, la historia y el diseño del juego. El juego originalmente fue anunciado para la Xbox 360 y la PlayStation 3 a través de sus respectivos servicios de distribución digital. Sin embargo, en diciembre de 2011, fue anunciado que Microsoft Studios iba a distribuir el juego, haciéndolo exclusivo al Xbox 360.
El estilo de arte del juego es inspirado por el dieselpunk. Las batallas con los jefes del juego inicialmente fueron diseñadas en gran parte por Mahiro Maeda, un artista de anime conocido por su trabajo en The Animatrix, Kill Bill y Neon Genesis Evangelion. Gez Fry fue el director de arte del juego y diseñó a los personajes con el apoyo de Yoshiro Kimura. Los personajes del juego fueron diseñados como animales humanoides debido a la impresión de Fry de que el juego "no era suficientemente loco." "Nuestros personajes originalmente eran humanos" dijo Theodore Reiker, el director Creativo en Digital Reality, "Un día, [Fry] me contó de su idea de tener personajes antropomórficos — animales."
Reiker ha citado varios hell shooters, tales como Battle Garegga, Einhänder y Under Defeat, como influyentes para el juego. "Sine Mora es nuestro homenaje a los juegos asombrosos que hemos jugado por los últimos 30 años." dijo Reiker. Los diseñadores originalmente les dieron a los personajes voces en húngaro para ser reemplazados después por las voces de otros idiomas, pero la idea les gustaron tanto que lo dejaron así y proveyeron traducciones a través de subtítulos para los jugadores que no hablan húngaro. Akira Yamaoka de Grasshoper Manufacture, conocido por su música en la serie de Silent Hill, compuso la música del juego. Yamaoka fue inspirado por la música electrónica de los años 70 y usó eso para crear una composición que combine con el escenario de dieselpunk. En respecto a la banda sonora, Yamaoka ha dicho: "Tenía que crear algo que sea digno para este juego, así como crear efectos de sonidos que podrían mejorar el juego cuando se combinan con los visuales."
Digital Reality llevó a cabo un concurso donde los fanes podían adivinar la fecha de lanzamiento del juego. Aquellos que lograron adivinarlo correctamente tendrían una oportunidad para recibir una copia gratis del juego. El ganador era determinado por una lotería basada en la puntuación que tenía uno de los miembros de un equipo mientras jugaba el juego. Sine Mora fue demostrado en Gamescom y Penny Arcade Expo (PAX). Camisetas y otras mercancías promocionales fueron regaladas en PAX. Concursos para la mercancía también fueron levados a cabo a través de la página de Facebook oficial del juego.
Antes de la convención E3 de 2012, fue anunciado que Sine Mora también iba a ser lanzado para el PlayStation Vita. Esta versión incluirá un héroe nuevo y exclusivo, Wilhelmine Muller, el cual viene directamente del mundo fantástico de "Under Defeat". La presencia de Wilhelmine también significa la inclusión de una nueva arma especial y cronomes nuevos, disponibles solamente en el Vita. Fue anunciado después que el juego también iba a estar disponible para el PlayStation 3.

## Recepción
Sine Mora ha recibido opiniones generalmente positivas de los críticos. Actualmente, tiene una puntuación de 84.04% en el sitio web de GameRankings, un agregador de análisis de videojuegos. Otro sitio web similar, el de Metacritic, reporta una puntuación de 83/100. La puntuación más alta, 95%, viene de Chris Carter de Gamer Limit mientras que la puntuación más baja, 60%, viene de dos críticos, uno de Gameblog.Fr y el otro siendo Simon Campanello, un crítico en Eurogamer de Suecia. La mayoría de los críticos le han dado al juego una puntuación de 80% o más.
Muchas de las mecánicas de jugbilidad de Sine Mora fueron loados por los críticos. Daemon Hatfield de IGN elogió la variedad de modos, particularmente el modo Entrenamiento de Jefes; sintió que el mismo sería útil para los jugadores determinados. Richard Mitchell de Joystiq alabó la mecánica de tiempo del juego. Sintió que le "dio a los jugadores una nueva forma de jugar una fórmula antigua." Sterling McGarvey de GamesRadar sintió que el juego era desafiante, pero divertido. También loó la jugabilidad y la presentación durante las batallas con los jefes. Sinan Kubba de VideoGamer.com también alabó las batallas con los jefes, especialmente las secuencias de ataque y las transiciones tridimensionales.
La historia del juego fue confusa para algunos críticos. Daemon Hatfield de IGN ha dicho que encontró la historia "difícil de seguir." Dan Whitehead, un crítico para Eurogamer, opinó igual que Hatfield en respecto a la historia. Él también sintió que había algunas instancias donde el jugador tenía que leer demasiado texto, en efecto haciendo la historia aún más difícil de seguir. Sin embargo, Richard Mitchell de Joystiq señaló que entendiendo la historia no es esencial para poder disfrutar del juego. Los aspectos visuales de Sine Mora fueron generalmente alabados. Daemon Hatfield de IGN señaló que el juego está suficientemente detallado como para que los jugadores "puedan ver cada cartucho individual caer de [sus naves] al disparar." Dan Whitehead de Eurogamer dijo que el juego "quizás sea el shooter más visualmente asombroso hecho en la historia."